# Liobracon multicarinatus
Liobracon multicarinatus är en stekelart som först beskrevs av Cameron 1887.  Liobracon multicarinatus ingår i släktet Liobracon och familjen bracksteklar. Inga underarter finns listade i Catalogue of Life.